# Frunzești, Florești
Frunzești este un sat din cadrul comunei Prajila din raionul Florești, Republica Moldova.

## Demografie
Conform recensământului populației din 2004, satul Frunzești avea 66 de locuitori: 46 de moldoveni/români, 12 ucraineni, 5 ruși și 3 pesoane cu etnie nedeclarată.
În anul 2020, în sat mai rămăseseră doar 4 locuitori.